# محمدرضا زارع‌نژاد
محمدرضا زارع‌نژاد اشکذري (زاده ۱۳۲۸ یزد) سرتیپ دوم خلبان جنگنده نورثروپ اف-۵ نیروی هوایی ایران بود.
وی در سيزدهمين روز تير ماه سال ۱۳۶۵ موفق به سرنگونی یک فروند جنگنده مافوق صوت میگ ۲۵ متعلق به ارتش عراق با مسلسل سنگین ام۳۹ شد.